# Actinopterygii (classification phylogénétique)
Actinoptérygiens ou « poissons à nageoires rayonnées »
Pour l'article principal, voir Actinopterygii.
Cet article présente un arbre phylogénétique des Actinopterygii (Actinoptérygiens, ou « poissons à nageoires rayonnées »), c'est-à-dire un cladogramme mettant en lumière les relations de parenté existant entre leurs différents groupes (ou taxa), telles que les dernières analyses reconnues les proposent. Ce n'est qu'une possibilité, et les principaux débats qui subsistent au sein de la communauté scientifique sont brièvement présentés ci-dessous, avant la bibliographie.

## Arbre phylogénétique
Le cladogramme présenté ici ne possède qu'une valeur indicative. Il n'est pas forcément consensuel, et on peut toujours se référer à la bibliographie au bas de l'article.
Le symbole ▲ renvoie à la partie immédiatement supérieure de l'arbre phylogénétique du vivant. Le signe ► renvoie à la classification phylogénétique du groupe considéré. Tout nœud de l'arbre portant plus de deux branches montre une indétermination de la phylogénie interne du groupe considéré.
Les habitudes typographiques des botanistes et des zoologistes sont différentes. Ici, par commodité de lecture, et certains groupes actuels relevant des deux domaines traditionnels, les noms de taxons supérieurs au genre sont tous écrits en caractères droits, les noms de genres ou d'espèces en italiques.
À la suite d'un taxon, sa période d'apparition, quand elle est connue, peut être indiquée suivant la légende suivante :
(Plé) : Pléistocène ; (Pli) : Pliocène ; (Mio) : Miocène ; (Oli) : Oligocène ; (Éoc) : Éocène ; (Pal) : Paléocène ; (Cré) : Crétacé ; (Jur) : Jurassique ; (Tri) : Trias ; (Per) : Permien ; (Car) : Carbonifère ; (Dév) : Dévonien ; (Sil) : Silurien ; (Ord) : Ordovicien ; (Camb) : Cambrien ; (Edi) : Édiacarien. Pour plus de précision si possible, (-) : inférieur ; (~) : moyen ; (+) : supérieur.

```
▲

└─o 
Actinopterygii

  ├─o 
▀Cladisti

  │ └─o 
Polypteriformes

  └─o 
Actinopteri

    └─o
      ├─o 
Chondrostei

      │ └─o 
Acipenseriformes

      └─o 
Neopterygii
 ou 
Halecostomi

        ├─o 
Halecomorpha

        │ └─o 
Amiiformes

        └─o
          ├─o 
Teleostei
 
►

          └─o 
Ginglymodi

            └─o 
Semionotiformes
```

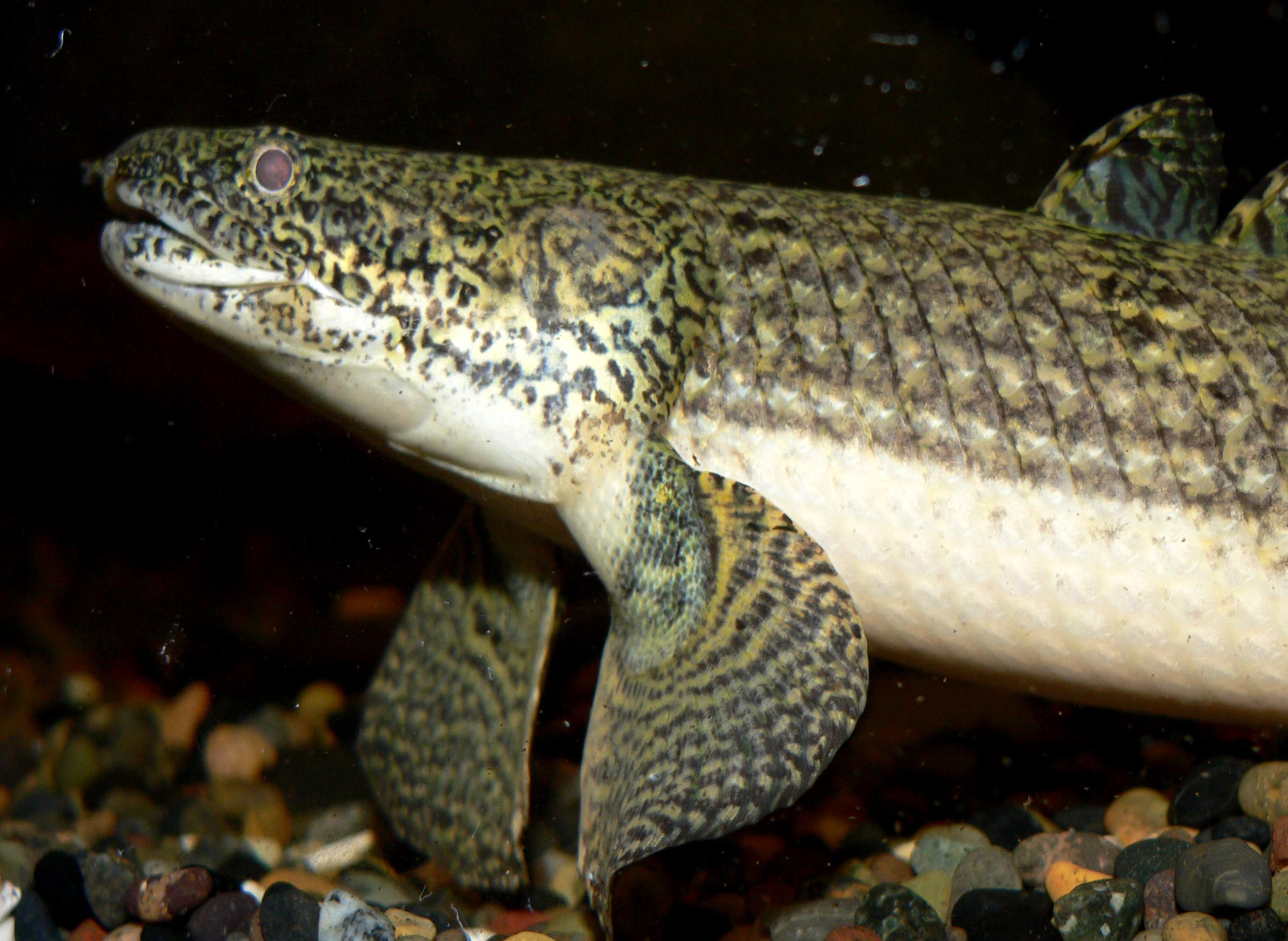
Polypterus weeksii (Polypteriformes)
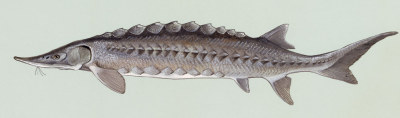
Esturgeon (Acipenser oxyrinchus oxyrinchus, Acipenseriformes, Acipenseridae)
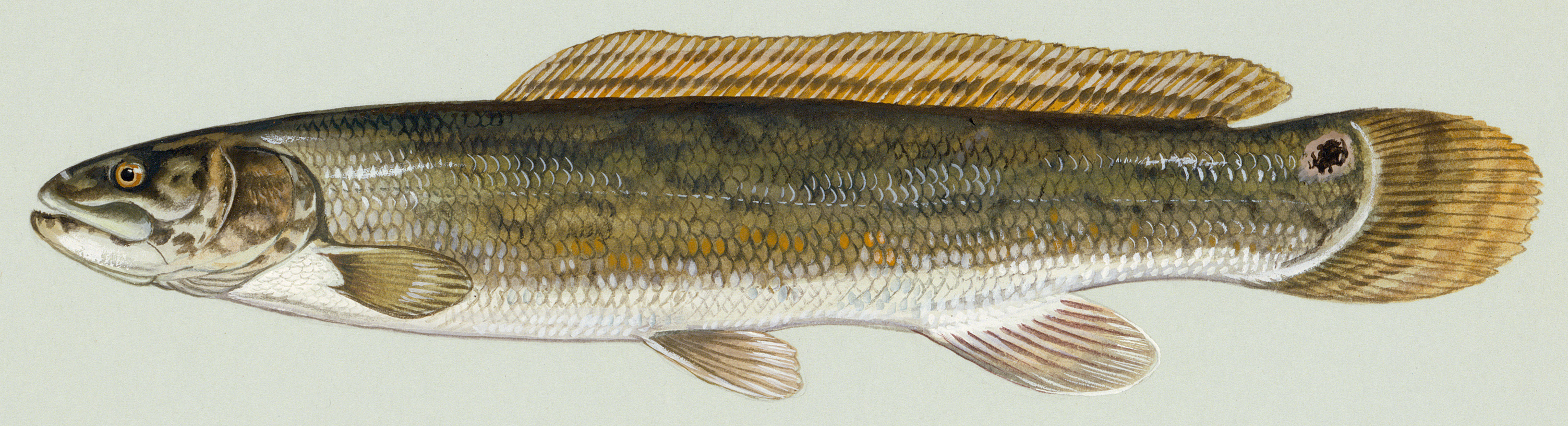
Amia calva (Amiiformes)
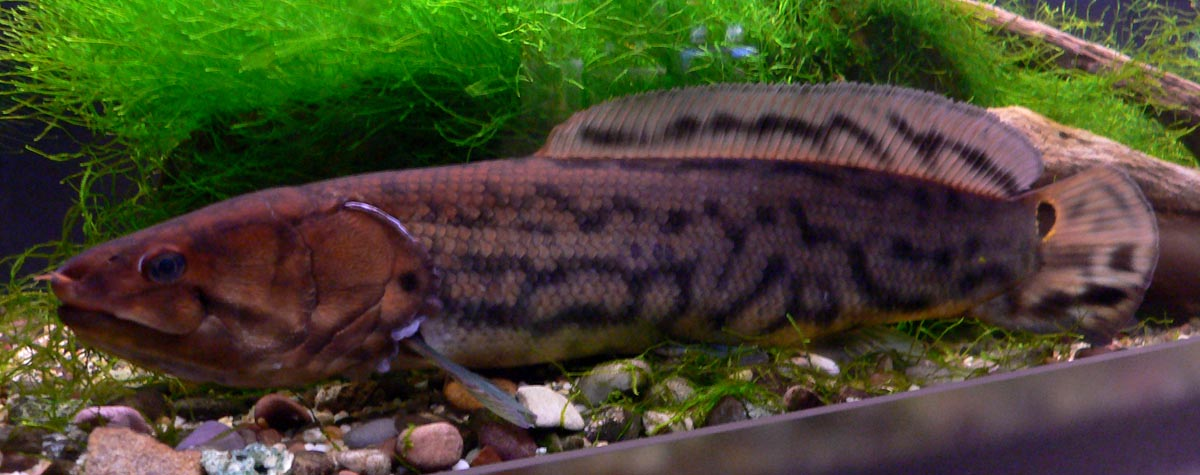
Amia calva (Amiiformes)
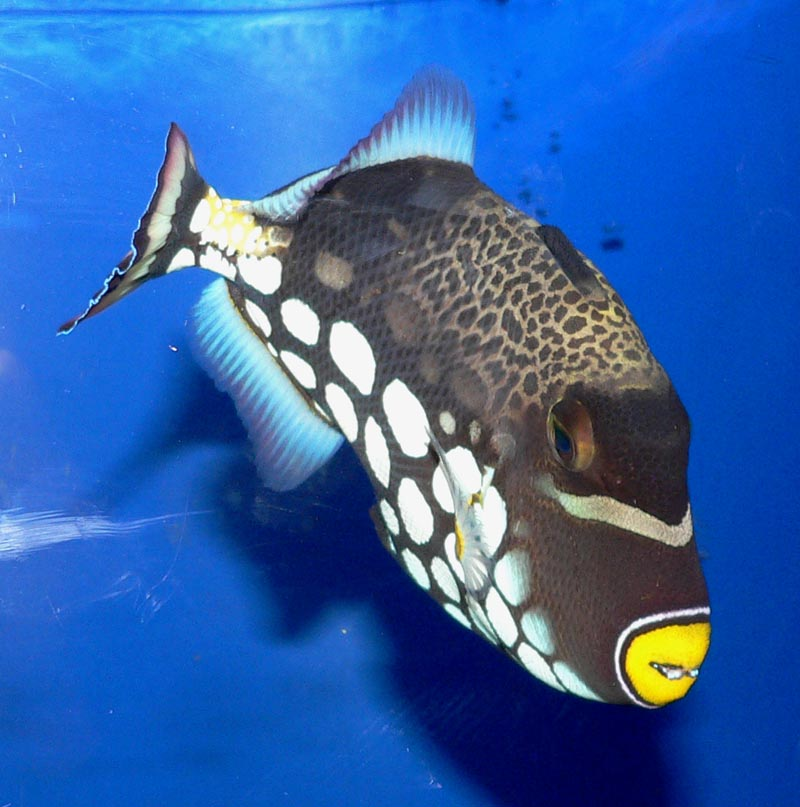
Baliste (Balistoides conspicillum, Teleostei, Tetraodontiformes, Balistidae)

## Débat scientifique relatif à la phylogénie desActinopterygii
À la différence des Sarcoptérygiens, leur groupe-frère, tous les Actinoptérygiens sont des poissons ! En leur sein, la monophylie des Téléostéens n'est pas remise en question, mais les deux autres groupes classiques ont éclaté. 
Les Chondrostéens ont perdu les Polyptériformes, qu'il a même été question de rapprocher des Sarcoptérygiens, mais cette hypothèse est aujourd'hui abandonnée ; les Polyptères semblent être simplement le groupe-frère de tous les autres Actinoptérygiens. Il n'y a par contre pas de consensus sur les Holostéens. Les premières analyses cladistiques les ont reconnus comme paraphylétiques (cf. cladogramme ci-dessus), mais ceci semble de moins en moins sûr (cf. G. Orti). Certains considèrent les Chondrostéens s.s. et les Holostéens comme formant un clade monophylétique, groupe-frère des Téléostéens.
On notera au passage que les Semionotiformes, après des analyses divergentes, semblent bien comporter les Lépisostéidés en leur sein.

## En savoir plus

### Sources bibliographiques de référence
- Guillermo Ortí et Chenhong Li : « Chapter 1: Phylogeny and Classification », in Reproductive Biology and Phylogeny of Fishes (Agnathans and Bony Fishes). Phylogeny, Reproductive System, Viviparity, Spermatozoa, B.M.G. Jamieson éditeur, Science Publishers (Reproductive Biology and Phylogeny, vol. 8 A), Enfield (New Hampshire), 2009,  (ISBN 978-1-57808-580-4)

### Sources internet
- Fish Index
- Guillermo Ortí : Recent advances in molecular phylogenies of actinopterygian fishes